# Fleury-la-Montagne
Fleury-la-Montagne ist eine französische Gemeinde mit 722 Einwohnern (Stand 1. Januar 2022) im Département Saône-et-Loire in der Region Bourgogne-Franche-Comté. Die Bewohner werden Fleurandins und Fleurandines genannt.

## Lage
Fleury-la-Montagne liegt etwa einen Kilometer östlich der Loire in einer Höhe von etwa 400 m ü. d. M. in der alten Kulturlandschaft des Brionnais im Süden Burgunds. Der Ort befindet sich etwa 43 Kilometer (Fahrtstrecke) südwestlich von Charolles und etwa 72 Kilometer westlich von Mâcon. Die sehenswerten Orte Saint-Julien-de-Jonzy und Charlieu liegen nur acht Kilometer nordöstlich bzw. südwestlich. Der Ort Marcigny befindet sich etwa 13 Kilometer nordwestlich.

## Bevölkerungsentwicklung
| Jahr      | 1962 | 1968 | 1975 | 1982 | 1990 | 1999 | 2006 | 2020 |
| Einwohner | 394  | 415  | 430  | 526  | 587  | 561  | 608  | 707  |

Im 19. Jahrhundert hatte der Ort zeitweise über 800 Einwohner, so dass die Pfarrkirche vergrößert werden musste.

## Wirtschaft
Die hügelige Umgebung von Fleury-la-Montagne war stets in hohem Maße landwirtschaftlich geprägt, wobei bis ins 19. Jahrhundert hinein der Weinbau eine große Rolle spielte, der aber nach der Reblauskrise weitgehend aufgegeben wurde. Heute ist die Viehzucht, besonders die Zucht von Charolais-Rindern, weitaus wichtiger. Der Ort selbst blieb bis ins frühe 20. Jahrhundert hinein das Handwerks-, Handels- und Dienstleistungszentrum für die Weiler und Einzelgehöfte der Umgebung.

## Geschichte
Auf dem Gebiet des Ortes Fleury-sur-Loire (so lautete der alte Name des Ortes) befand sich einst ein Landgut (villa rustica) aus gallorömischer Zeit. Im Jahr 1119 übertrug der damalige Grundherr (seigneur) den Ort und die Kirche an die Abtei von Cluny.

## Sehenswürdigkeiten

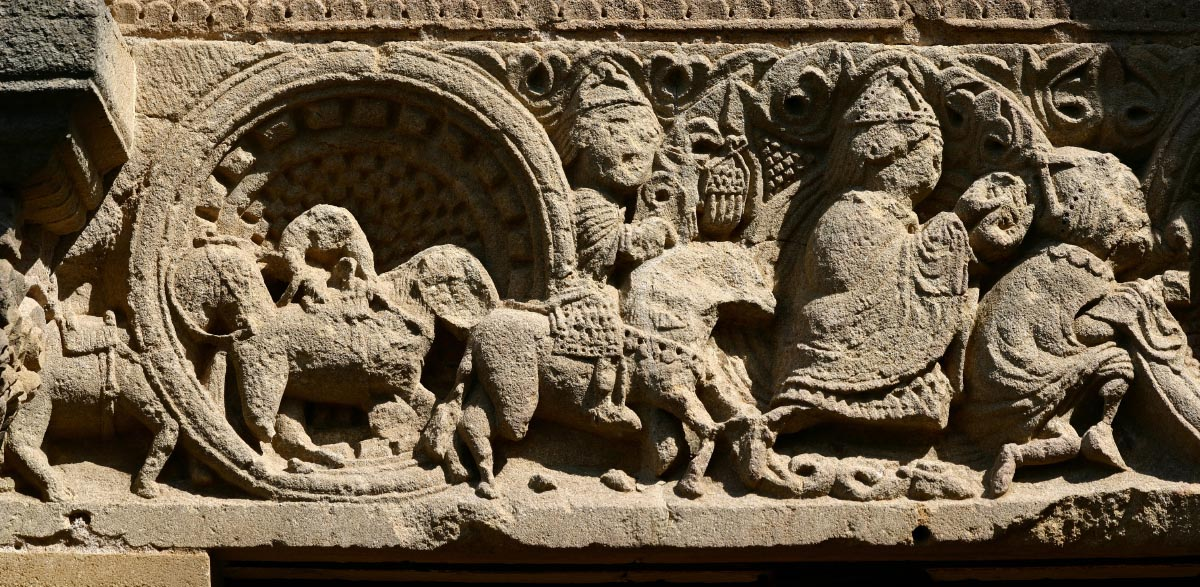
Fleury – Anbetung der Könige (Detail)

- Nur die Apsis, der Vierungsturm und das romanische Portal der Pfarrkirche (Église Saint-Barthélemy) stammen noch aus dem 12. Jahrhundert; das dreischiffige Langhaus der ursprünglich nur einschiffigen Kirche, von der noch zwei stark beschädigte Kapitelle existieren, wurde im 19. Jahrhundert in neoromanischen Formen erbaut. Das während der Französischen Revolution stark beschädigte Tympanonfeld des Portals zeigt Christus in einer Mandorla; zu seinen Seiten befinden sich eine stehende und eine sitzende Person, über deren Identität Unklarheit besteht. Im darunter befindlichen Architrav findet sich die Darstellung einer Anbetung der Könige. Die beiden äußeren Rundfelder sind im Innern mit einem ungewöhnlichen, kreisförmig angeordneten, Klötzchenmuster geschmückt. Das Portal der Kirche ist bereits seit 1926 als Monument historique unter Denkmalschutz gestellt.[1]
- Die beiden beschädigten romanischen Kapitelle werden im Pfarrhaus aufbewahrt. Sie sind ebenfalls denkmalgeschützt.[2]
- Auch die hölzerne Kanzel (Chaire á prêcher) der Kirche aus dem beginnenden 19. Jahrhundert ist als schützenswert eingestuft worden[3].
- Eine kleine Kapelle (Chapelle de la Barnaudière) steht am Ortsrand. Der aus behauenen, aber nicht geglätteten Natursteinen gemauerte Turm ist durchaus sehenswert.